# Bošnjani
Bošnjani (cu alfabetul chirilic: Бошњани; singular masculine: Bošnjanin / Бошњанин, feminine: Bošnjanka / Бошњанка; în latină Bosniensis), cu sensul bosniaci, este un nume învechit folosit încă din Evul Mediu pentru desemnarea locuitorilor regiunii istorice Bosniei. Acest nume este folosit și poate fi găsit în documentele scrise din acea perioadă, apărând în scrierile venețiene încă din secolul al XII-lea, potrivit cercetării relațiilor dintre Bosnia și Veneția de către istoricul Marko Šunjić⁠(d), și în alte documente până cel puțin la începutul secolului al XVI-lea, după cucerirea otomană a Bosniei și stabilizarea puterii.
Termenul bosniac bun (dobri Bošnjanin / добри Бошњанин) nu era o referință geografică pentru locuitorii aflați de-a lungul râului Bosna, ci se referea la populația întregii Bosnii medievale⁠(d), indiferent de religie, așa cum se poate observa în diferitele carte din secolele al XIV-lea și al XV-lea, emise în timpul domniei banului Stjepan al II-lea Kotromanić⁠(d) (1322–1353), banului și apoi regelui Tvrtko I Kotromanić (1353–1366, 1367–1391), regelui Stjepan Ostoja (1398–1404, 1409–1418) etc. În aceste carte, conducătorii bosniaci îi menționează pe bosniacii buni ca martori.

## Istorie
Cele mai vechi exemple de folosire a demonimului „Bošnjani” se găsesc în documentele medievale de stat din secolul al XII-lea (carte), de origine bosniacă și/sau străină, scrise cu alfabetul chirilic bosniac⁠(d), în care se face referire la nobilimea Bosniei medievale⁠(d), la supușii nobililor, la rudele lor și membrii familiilor acestora, la martorii unor litigii, precum și la întocmirea testamentelor și a contractelor etc. Acest demonim a fost folosit în mod deosebit în cartele membrilor familiei regale și a magnaților bosniaci, iar unul dintre ultimii care l-au folosit a fost regele bosniac Stjepan Tomašević⁠(d) (1461–1463), înainte de cucerirea otomană a Bosniei⁠(d).
Demonimul apare în mai multe documente din acea epocă, fiind asociat adesea cu adjectivul „bun” (Dobri / Добри). De exemplu, un document latinesc din 1417 al regelui Stjepan Ostoja (1398–1404, 1409–1418) îi menționează pe i nostri boni Bosnensi, iar același termen este folosit într-un document din 1419 al fiului și succesorului său, Stjepan Ostojić (1418–1420). Istoricul Pejo Ćošković⁠(d) susține că expresia datează din vremea domniei banului Stjepan al II-lea Kotromanić⁠(d) (1322–1353). Sintagma „Dobri Bošnjani” (Добри Бошњани; „bosniacii buni”), care apare în documentele istorice (carte) ca o categorie socială și etnică, este corelată de istoricul Srečko Džaja cu sintagma similară „Boni homines⁠(d)” („oameni buni”).

## Semnificație
Istoricul bosniac Pejo Ćošković⁠(d), care citează scrierile istorice ale lui Ferdo Šišić⁠(d) și Dominik Mandić⁠(d), consideră că acest termen este folosit în documentele regale pentru a-i desemna pe nobilii bosniaci, fără a indica apartenența lor religioasă, iar în sens politic pentru a-i deosebi pe locuitorii provinciei Bosnia de locuitorii altor ținuturi dobândite în perioada de glorie a Regatului Bosniei și aflate sub stăpânirea acestuia.

## Renașterea termenului
În perioada stăpânirii austro-ungare asupra Bosniei, termenul Bošnjak („bosniac”) a fost folosit mai des până la începutul secolului al XX-lea și este regăsit în scrierile unor călugări franciscani bosniaci, precum istoricii și scriitorii Ivan Frano Jukić⁠(d) și Antun Knežević⁠(d) (membri importanți ai ordinului), care au fost primii care i-au atribuit un sens etnic și național. Situația s-a schimbat din nou în cursul secolului al XX-lea, atunci când termenul preferat a devenit Bosanac. După proclamarea independenței Bosniei și Herțegovinei la începutul anilor 1990, bosniacii au decis să folosească termenul (pe atunci) arhaic Bošnjaci – bosniaci – ca nume al națiunii lor, pe baza conotațiilor etno-geografice istorice ale cuvântului.